# Pseudocypraea
Pseudocypraea is een geslacht van weekdieren uit de klasse van de Gastropoda (slakken).

## Soorten
- Pseudocypraea adamsonii (Sowerby I, 1832)
- Pseudocypraea alexhuberti Lorenz, 2006
- Pseudocypraea exquisita Petuch, 1979